# Bohdan Chlíbec
Bohdan Chlíbec (* 12. března 1963 Teplice) je český básník.
Od roku 1971 žije v Praze. Pracoval jako knihovník v Klementinu, dnes pracuje jako nakladatel a editor (nakladatelství Aula). Jeho sbírka Zimní dvůr zvítězila v anketě Kniha roku Lidových novin 2013. Časopis A2 zařadil tuto knihu do českého literárního kánonu po roce 1989, tedy do výběru nejdůležitějších českých knih v období třiceti let od sametové revoluce.

## Dílo
- Zasněžený popel, 1992
- Temná komora, 1998
- Zimní dvůr, 2013
- Krev burzy, 2019